# Zarządzanie reputacją w sieci
Zarządzanie reputacją w sieci  (ang. online reputation management, ORM) – polega na monitorowaniu wizerunku osoby, marki lub produktu w Internecie. ORM wykorzystuje unikalne techniki on-line do masowego promowania pozytywnych i neutralnych treści dotyczących frazy klienta. Efektem tych działań jest zepchnięcie w wynikach wyszukiwarek linków zawierających niepożądane lub negatywne treści.
W odróżnieniu od technik pozycjonowania (SEO), ORM skupia się na nasyceniu przestrzeni internetowej treściami pożądanymi przez klienta. Tworzy to bardziej pozytywne środowisko w wynikach wyszukiwania. Działanie ORM jest szczególnie skuteczne w sytuacjach kryzysowych, ale ma także zastosowanie w działaniach prewencyjnych, polegających na zapobieganiu zagrożeniom reputacji w Internecie.
ORM polega na promowaniu wszystkich pozytywnych lub neutralnych treści dotyczących klienta znajdujących się w sieci. ORM wybiera neutralne i najbardziej aktualne informacje o danej frazie, które bez promocji nie byłyby w stanie zaistnieć wysoko w wynikach wyszukiwania. Zatem w ORM nie chodzi o to by promować jedynie pozytywne treści tak by internauta nie był świadomy ewentualnych opinii innych, lecz by ta opinia była zrównoważona i głos zainteresowanej strony miał szansę dotrzeć do odbiorcy.